# パラカ (衣服)
パラカ（英: palaka）は、格子柄のひとつであるが、元々は、ポルトガル人がハワイに持ち込んだ青い格子柄の開襟シャツのことを意味していた。

## 解説
「TABIZINE」の鳴海汐によると、絣を思わせるデザインだったことから、サトウキビ農園で働いていた日本からの移民たちに親しまれ、作業着として利用されていた。また、母国から持ち込んだ着物が古くなってしまった際、それをパラカ調の子ども服に仕立て直していた。
のちにこのパラカはアロハシャツへと発展していった。